# Jędrzej Bednarowicz
Jędrzej Bednarowicz (Varsavia, 20 aprile 1932) è un ex cestista polacco.

## Carriera
Con la Polonia ha disputato i Campionati europei del 1955.

## Palmarès
- Campionato polacco: 4

Legia Varsavia: 1955-56, 1956-57, 1959-60, 1960-61